# Soule (province)
Pour les articles homonymes, voir Soule.

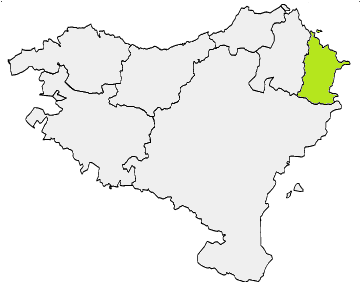
Carte de la soule au Pays basque.

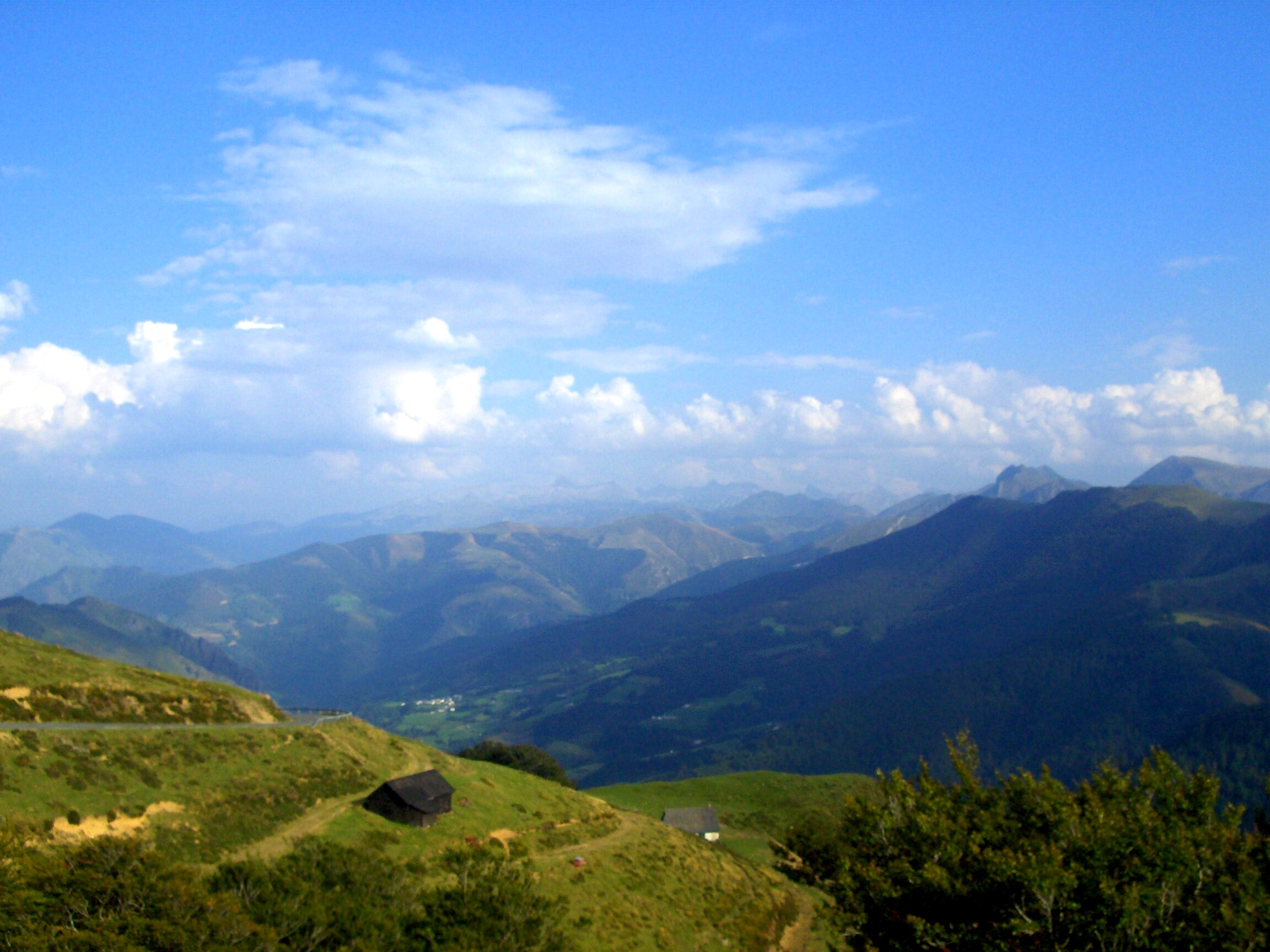
Paysage de Haute-Soule (forêt d'Iraty).

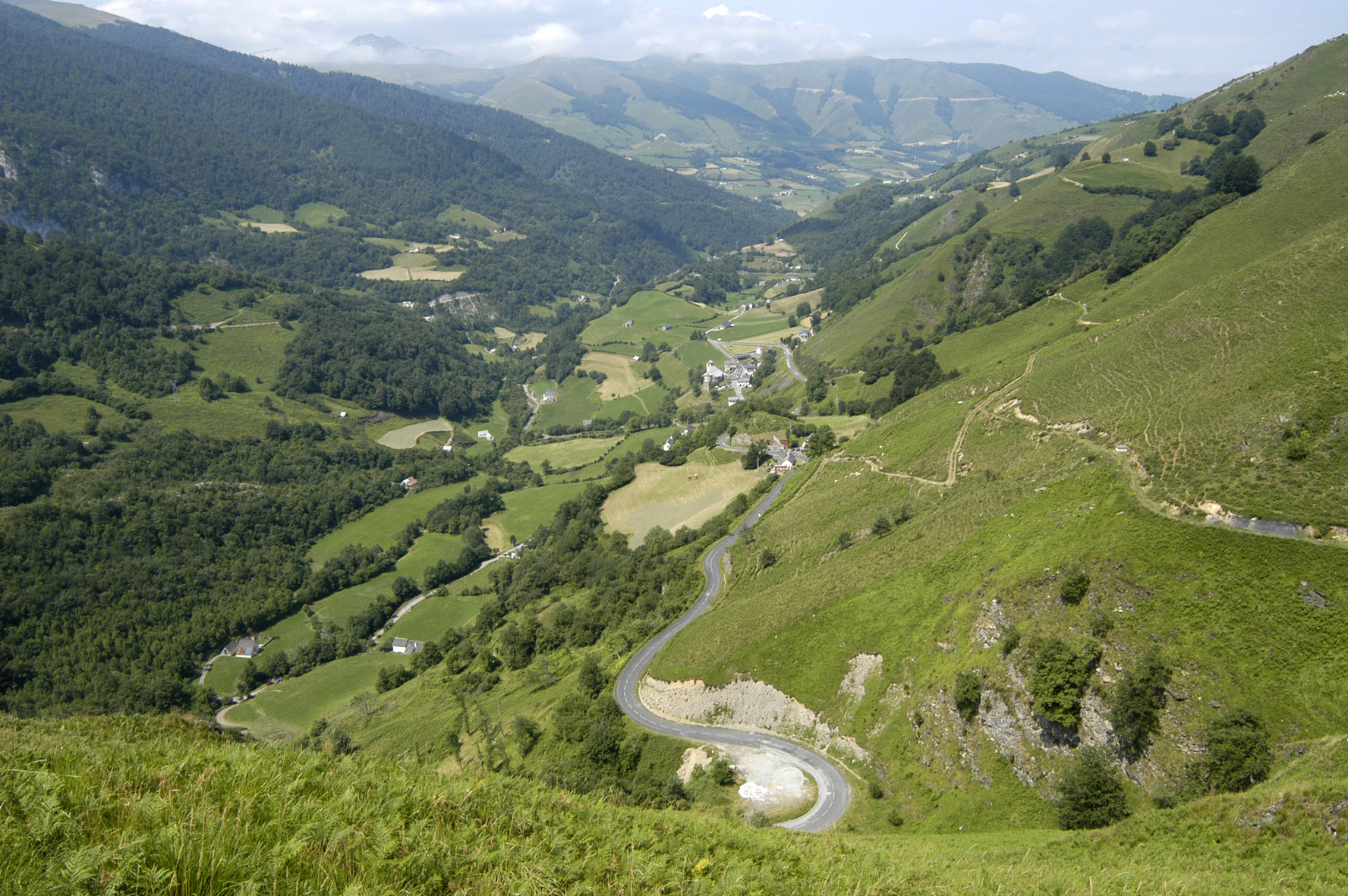
Vue générale de Sainte-Engrâce.

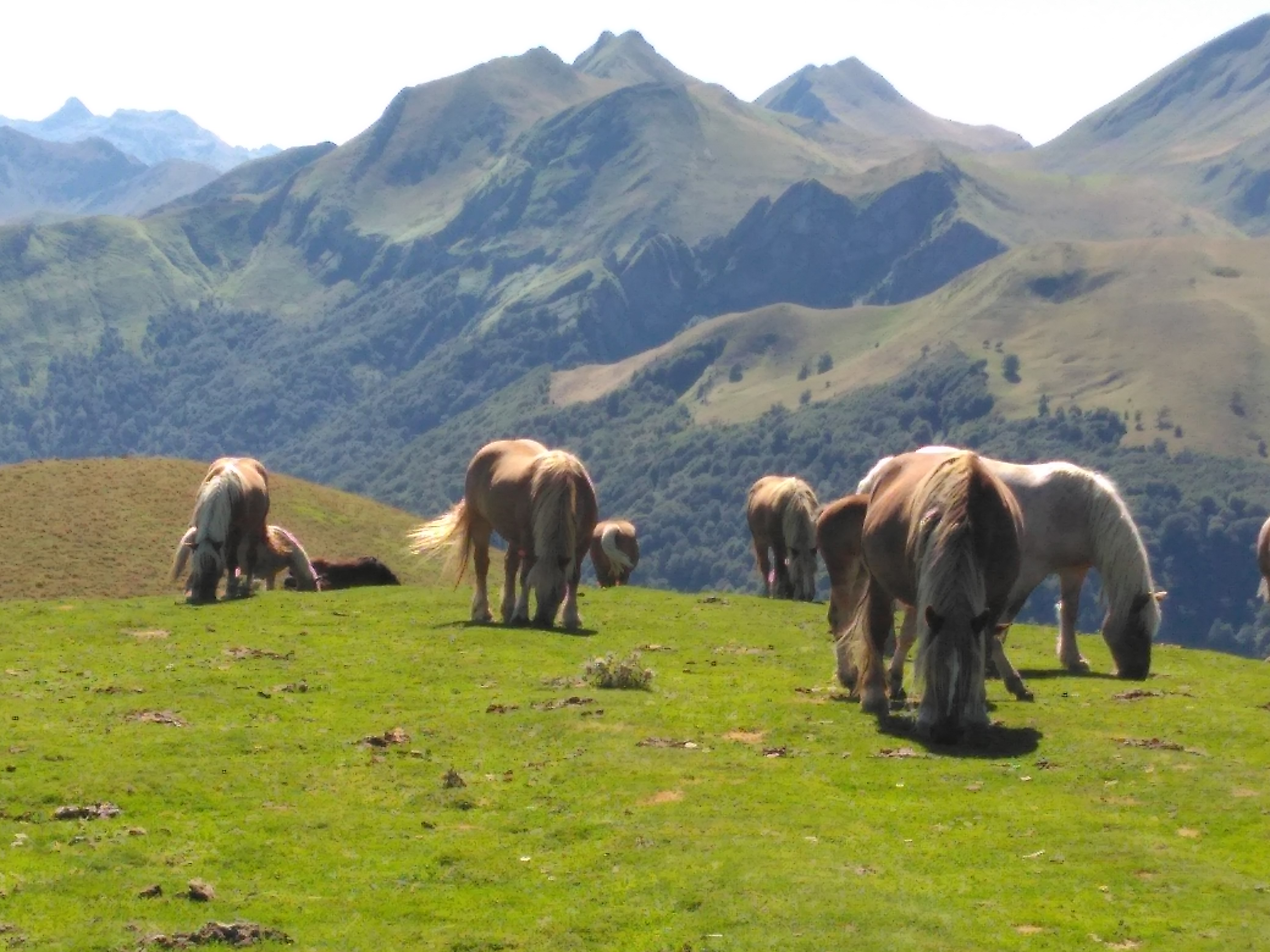
Vue depuis le col d'Erroymendi.

La Soule  est le plus petit des sept territoires historiques du Pays basque. Située dans les Pyrénées-Atlantiques en France, elle est peuplée d'environ 15 000 habitants et a pour capitale Mauléon-Licharre (en basque: Maule-Lextarre).
Elle correspond géographiquement à la vallée du Saison (en basque, Uhaitza). La Soule comprend également le massif forestier des Arbailles.  
Les communes de Soule s'étaient associées pour former la communauté de communes de Soule-Xiberoa. Les communes de Soule de l'actuel canton de Saint-Palais étaient intégrées dans la communauté de communes d'Amikuze. Désormais, la presque totalité des communes de Soule est intégrée dans la communauté d'agglomération du Pays Basque.

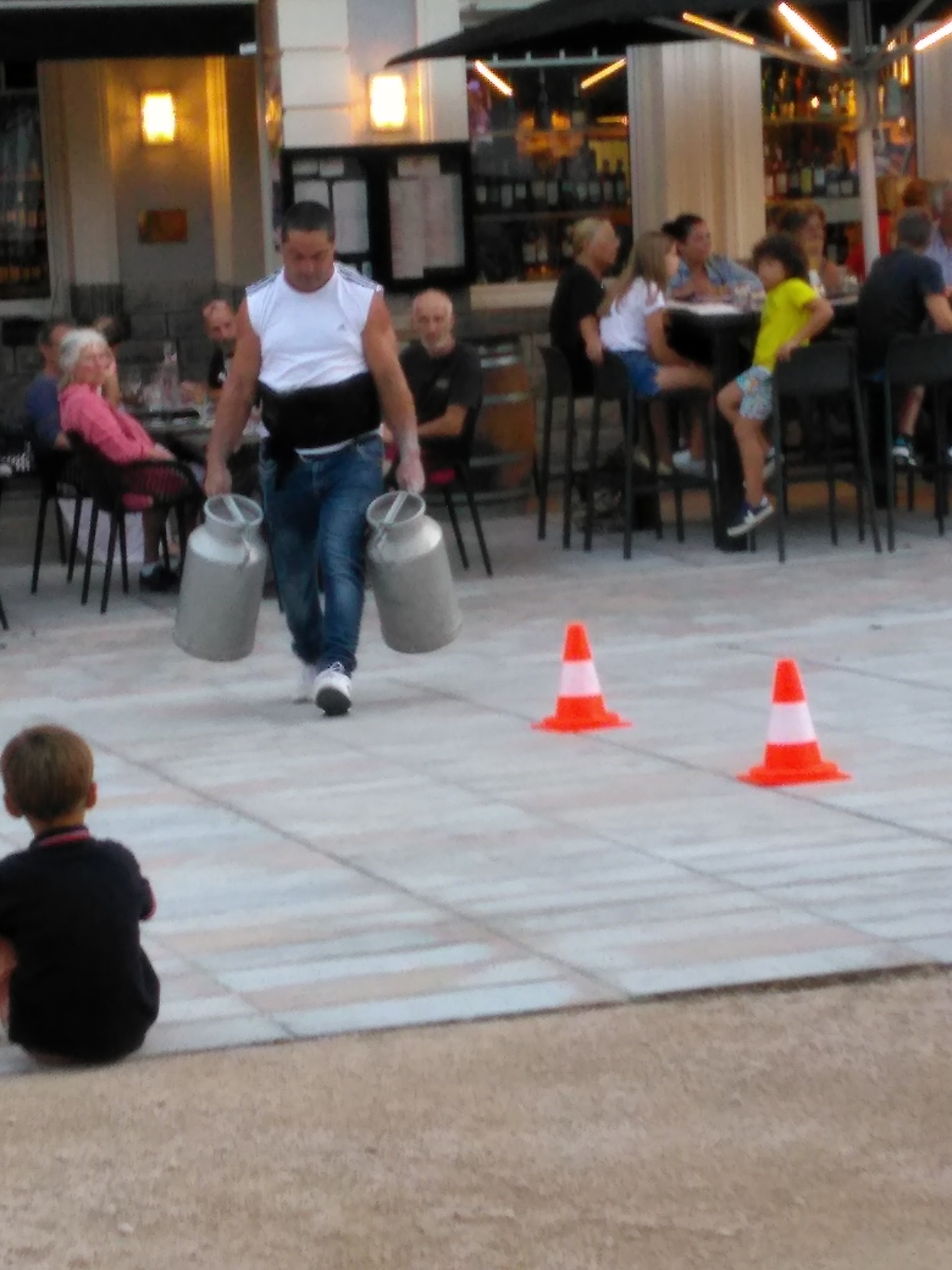
L épreuve des cruches lestées

## Étymologie, noms et gentilés

### Étymologie
Frédégaire, chroniqueur franc, mentionne la « vallis Subola », nom apparenté probablement au basque Zuberoa (Xiberoa en souletin), théâtre d'une défaite en 636 des troupes mérovingiennes du duc Arimbert, face aux troupes vasconnes. Plus tard on trouve successivement Soula, Sola, Solla, Seula, Seule, Sole du Xe   au   XVe siècle.
Soulor est fréquent en toponymie pyrénéenne où il désigne les adrets (versants d'une montagne exposés au soleil). Mais le nom des habitants de la Soule est attesté comme Sybulates du temps des Romains. On peut considérer que Zuberoa vient du basque zubel « bois noir » (zur-bel).

### Noms
L'Académie de la langue basque admet deux noms en basque : Zuberoa et Xiberoa.
En langue espagnole, on dit généralement Sola.

### Gentilés
Le gentilé français est souletin.
En basque, l'académie recommande les formes zuberotar et xiberotar.

## Géographie
La Soule est limitée par :
- au nord par le gave d'Oloron la séparant du Béarn ;
- à l'est par la vallée de Barétous (Béarn) ;
- au sud par la vallée de Salazar en Navarre (Espagne) ;
- à l'ouest par la Basse-Navarre.

La Soule peut être délimitée en trois zones :
- Pettara ou La Barhoue ou la Basse-Soule au nord : plaine autour de Mauléon ;
- l'Arbaille (Arbaila) à l'est ;

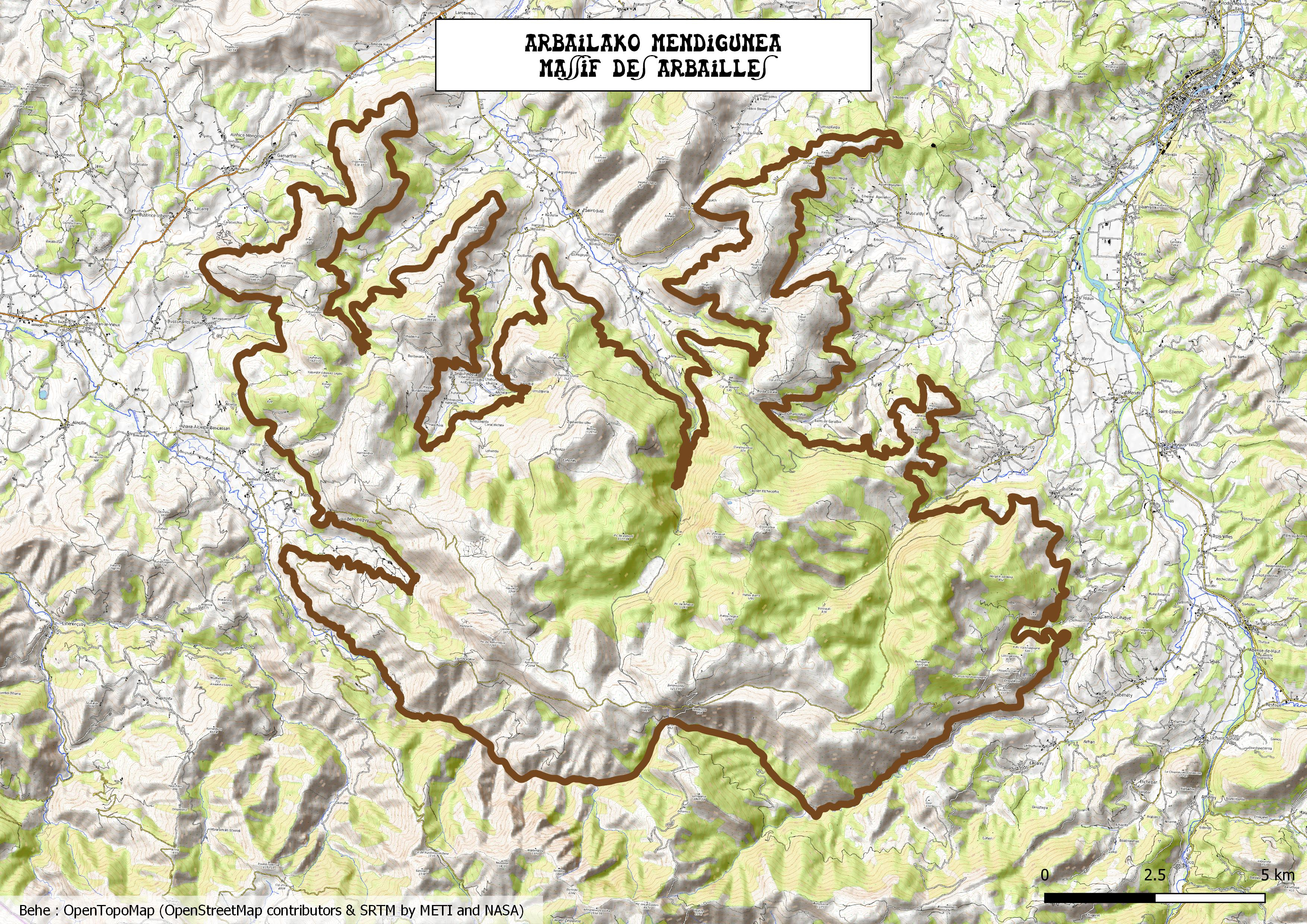
Massif des Arbailles

- Basabürüa ou Haute-Soule au sud, autour de Tardets, culminant à 2 017 m au pic d'Orhy et entaillée par les gorges de Kakouetta. Le massif de la Madeleine surplombe l'entrée de la Haute-Soule.

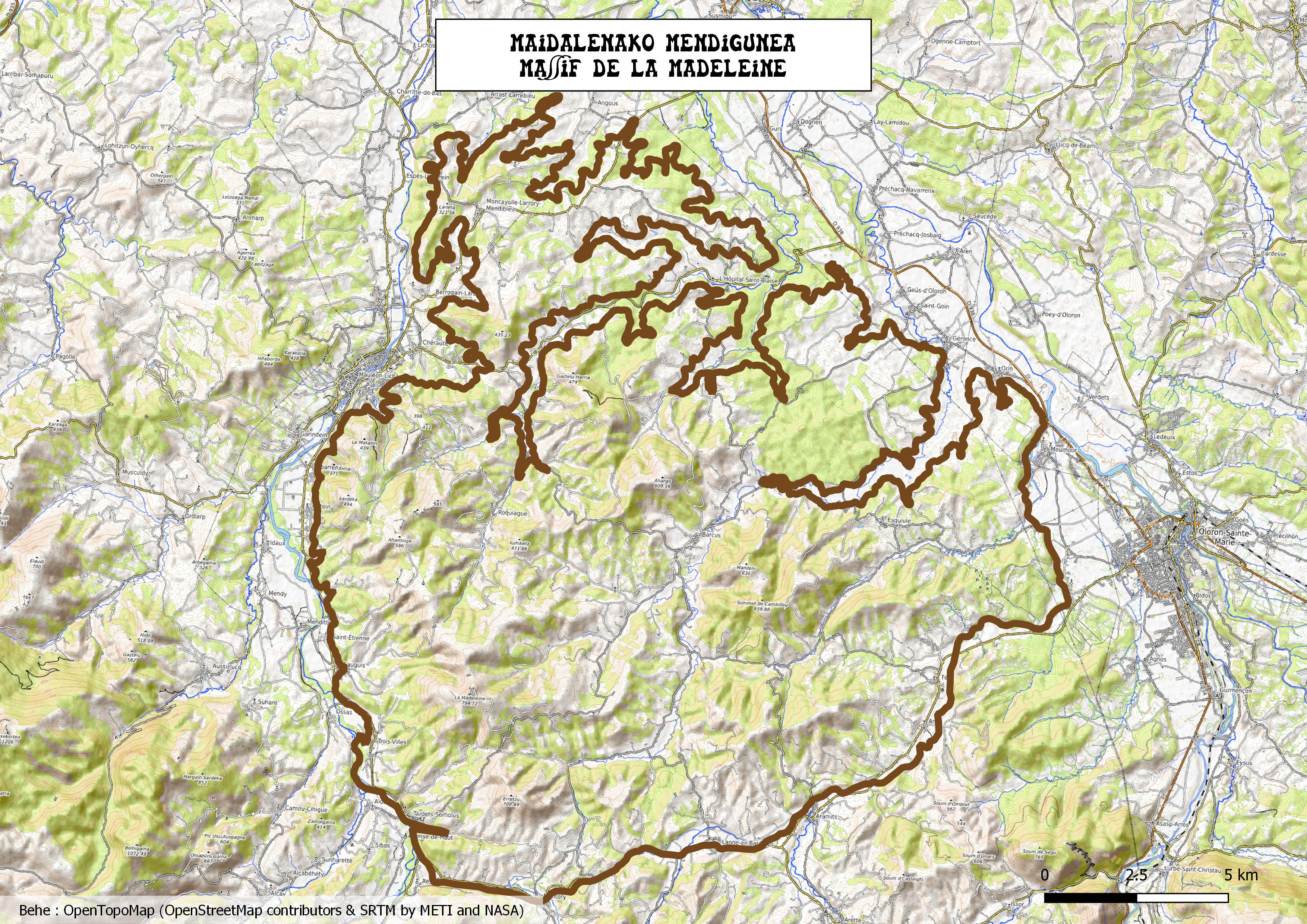
Massif de la Madeleine

### Division territoriale selon l'Académie de la langue basque
Depuis 1999, l'Académie de la langue basque ou Euskalzaindia divise le territoire de la Soule, selon les recommandations du comité de sa commission d'onomastique. 

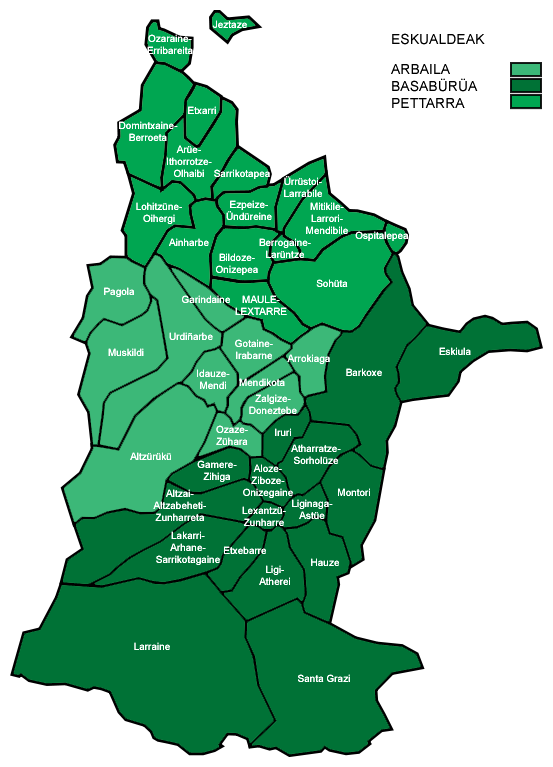
Division territoriale selon Euskaltzaindia

La Soule est divisée en trois zones :
- Arbaila[6] (Arbaille) : Aussurucq, Garindein, Gotein-Libarrenx, Idaux-Mendy, Menditte, Musculdy, Ordiarp, Ossas-Suhare, Pagolle, Roquiague, Sauguis-Saint-Étienne[7],
  - les communes de Aussurucq, Garindein, Musculdy, Ordiarp, Pagolle et Roquiague sont situées dans l'Arbaila Txipia ou la Petite Arbaille ou dégueries de Peyriède et les autres dans l'Arbaila Handia ou la Grande Arbaille ou déguerie de Arbaille ;
- Basabürüa[8] (Haute-Soule) : Alçay-Alçabéhéty-Sunharette, Alos-Sibas-Abense, Barcus, Camou-Cihigue,  Etchebar, Haux, Lacarry-Arhan-Charritte-de-Haut, Laguinge-Restoue, Larrau, Lichans-Sunhar, Licq-Athérey, Montory, Sainte-Engrâce, Tardets-Sorholus, Trois-Villes[9],
  - les communes d'Alos-Sibas-Abense, Alçay-Alçabéhéty-Sunharette, Camou-Cihigue et Lacarry-Arhan-Charritte-de-Haut sont situées dans l'Ibarresküin ou le Val-Dextre[10] et les autres dans l'Ibarrezker ou le Val-Senestre[11] ;
- Pettarra[12] (Basse-Soule ou La Barhoue) : Ainharp, Aroue-Ithorots-Olhaïby, Berrogain-Laruns, Domezain-Berraute, Espès-Undurein, Etcharry, Gestas, L'Hôpital-Saint-Blaise, Lohitzun-Oyhercq, Mauléon-Licharre, Moncayolle-Larrory-Mendibieu, Osserain-Rivareyte, Viodos-Abense-de-Bas, (Charritte-de-Bas)[13].

## Histoire
Peu influencée par l'Empire romain, la Soule profite des troubles du Moyen Âge pour se constituer en vicomté. Prise dans les longues guerres entre l'Angleterre et la France, elle appartient successivement à l'une et l'autre. Elle est rattachée au royaume de France puis à la République qui lui supprime ses dernières libertés locales. Elle se développe avec les progrès de l'agriculture et en créant une industrie de l'espadrille. Mais dans les années 1970, la concurrence chinoise la fait régresser. Elle a néanmoins réussi une remarquable expérience de renouveau industriel.
L'agriculture traditionnelle et pastorale souffre dans les années 1980 de la mécanisation et de la constitution de l'industrie agroalimentaire : les agriculteurs de montagnes, aux conditions déjà difficiles (peu de fermes ont accès à l'eau courante, l'électricité ou même la route dans les villages comme à Larrau jusqu'aux années 1970) ne peuvent faire face à la concurrence. Les villages se vident peu à peu de leur population, les jeunes partent faire des études à l’extérieur et ne reviennent pas et le célibat touche de plus en plus d'agriculteurs, qui forment aujourd'hui une génération de « vieux garçons » sans héritiers pour reprendre l'exploitation familiale. Ces difficultés mènent à la création du Syndicat du Soule sur les bases de la Communauté de Soule créée sous Charles X. Aujourd'hui, la vallée mise principalement sur une agriculture durable et sur le tourisme pour faire vivre son territoire.

## Économie
La Soule est devenue un territoire de référence, en matière de développement rural. Vallée enclavée, mal desservie, sur le plan des transports, elle a néanmoins réussi sa reconversion industrielle, à la suite de la crise du secteur de la chaussure, dans les années 1970. 
Face à ce déclin brutal, une jeune génération de militants, unie par la force du sentiment d'appartenance souletin, a réussi à bâtir un premier contrat de pays. Cette dynamique s'est poursuivie jusqu'à maintenant, avec notamment la constitution de cette Communauté de communes, dans les années 1990. 
Son économie diversifiée repose sur l'agriculture (élevage laitier notamment avec les fromages de brebis), la sous-traitance aéronautique, quelques petites industries artisanales et un tourisme rural de montagne, géré à l'échelle de la Soule. 
Elle est, au début du XXIe siècle, le territoire historique le plus industriel du Pays basque nord ou français, même s'il ne faut pas occulter les problèmes démographiques et agricoles, spécifiques à ce type de territoire[réf. nécessaire].

## Culture et idiome

### Culture
La Soule est connue aussi pour être un territoire, à forte tradition, notamment, grâce aux pastorales qui ont lieu désormais chaque été et connaissent un franc succès populaire. Les villageois préparent durant toute l'année les danses et la pièce de théâtre. Autrefois, le thème était surtout religieux mais depuis la fin du XXe siècle, les thèmes sont plus divers et peuvent mettre à l'honneur des personnages historiques ou culturels, voire des faits de société. Ces spectacles peuvent durer plus de quatre heures, alors qu'à l'origine, ils s'étalaient sur plusieurs journées. En hiver, un village est chargé d'organiser la mascarade, carnaval fait de danses traditionnelles et de prêches, et se produit chaque week-end dans les autres villages de la province. Cette forte tradition est à l'origine d'une dynamique culturelle, sans équivalent, en Pays basque : chants, danses, spectacles...
Les danses constituent une partie très importante de la culture basque et sont une des bases de la construction de son folklore. Chaque territoire historique, ou province, a ses particularités chorégraphiques. Chaque village possède sa danse qu’il a coutume d’interpréter au cours de ses fêtes principales ou lors de festivités telles que les carnavals, très présents dans les sept provinces. La danse est donc à la fois un vecteur d'unité, qui transmet un sentiment d'appartenance à la communauté dans sa globalité, mais qui survalorise des éléments distinctifs particuliers à chaque groupe. 

### Langues

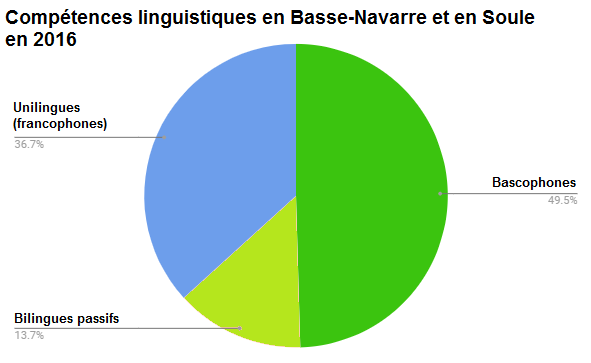
Compétences linguistiques en Basse-Navarre et en Soule en 2016.
Langue maternelle basque: 49.5%
Bilingues passifs: 13.7%
Unilingues (francophones): 36.7%

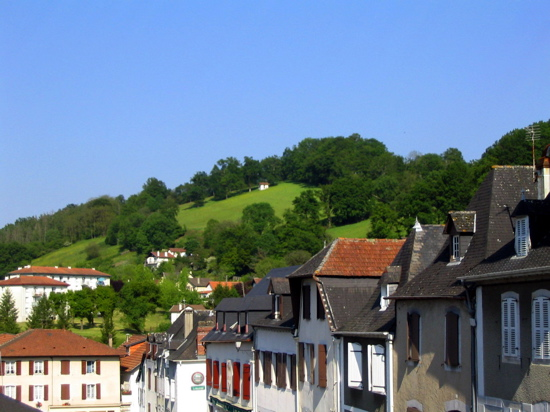
Mauléon-Licharre
capitale de la Soule.

Le français reste la seule langue officielle dans tout l'Hexagone mais la variété du basque de Soule, le souletin, parlée par 64 % de la population de la province en 2006, est toujours largement répandu. Le basque n'a pas de statut officiel mais de nombreux panneaux de signalisation sont bilingues français/basque.
En 2016, la proportion de bascophones était de 63.2 % avec 13.7 % de bilingues passifs pour l'ensemble de la Basse-Navarre et la Soule.
Langue enseignée dans les Ikastola et en usage à travers les médias, le batua ou basque unifié est de plus en plus présent.
Gestas, Montory et Osserain-Rivareyte sont situées en zone occitanophone, sous sa forme gasconne.
L'identité basque est élevée : 81 % des Souletins se déclarent basques, le taux le plus élevé du Pays basque français.

## Héraldique
|  | Les armes de la Soule se blasonnent ainsi : De gueules au lion d'or. |

## Personnalités liées à la Soule
- Niko Etxart (1953 -), musicien.
- Jon Mirande (Paris, 1925-1972), écrivain.
- Pierre Lhande, mort à Tardets (1877 - 1957), prêtre et écrivain. Auteur d'un dictionnaire français/basque qui fait encore référence de nos jours.
- Guillaume Eppherre, né à Aussurucq (1911 - 1974), prêtre, écrivain
- Augustin Chaho, né à Tardets (1811 - 1858), écrivain et politique. L'un des « fondateurs » du nationalisme basque.
- Pierre Topet dit Etxahun (1786 - 1862), poète.
- Pierre Bordaçarre dit Etxahun Iruri (1908 - 1979), poète, auteur de nombreux chants et pastorales.
- Marcel Queheille, né à Sauguis, cycliste.
- Pierre Paul Berzaitz, né à Musculdy, chanteur
- Jean Borthayre, né à Musculdy, chanteur d'opéra (1901-1984)

### Sources et bibliographie
- (es) Cet article est partiellement ou en totalité issu de l’article de Wikipédia en espagnol intitulé « Sola » (voir la liste des auteurs).

- Le Pays de Soule (Pierre Bidart ed.), Ed.Izpegi, Baigorri, 1994.
- Juan José Lapitz Amar a Euskalerría conociéndola 1984 Fuenterrabía  (ISBN 84-400-5011-9)
- Marc Large, "Xan de l'Ours", préface de Renaud, Éditions Cairn, 2008